# Línea 1 (EMT Valencia)
La línea 1 de la EMT de Valencia unía la estación central de autobuses con el barrio de la Malvarrosa.

## Características
La línea 1 tenía su cabecera en la calle Joaquín Ballester, para continuar por el margen izquierdo del antiguo cauce, Navarro Reverter, Alameda, Menorca, Serrería hasta llegar la cabecera en la calle Mendizábal. Su frecuencia era de 9-11 minutos.

## Historia
Cambia los tranvías por trolebuses el 20 de junio de 1970, y por autobuses el 12 de febrero de 1976, ampliando además entonces la ruta desde las Torres de Serranos hasta el hospital La Fe.
El 22 de noviembre de 1982, se modifica su itinerario en conjunción con la línea 2, mejorando el parque (se pasa de 10 a 12 autobuses).
El 8 de octubre de 2003 se modifica su itinerario por la Malvarrosa, ampliando el itinerario hasta la calle Mendizábal. El 2 de diciembre de 2003 sufre un nuevo desvío en la Malvarrosa, por la zona oeste del barrio, y no solaparse con la línea 2. Finalmente, el 20 de mayo de 2004, se desvía por la avenida Tarongers para dar servicio al Hospital Valencia al Mar. El 8 de noviembre de 2005 modifica su trazado por el río, entrando hacia La Fe por la avenida Burjassot. El 16 de enero de 2006, al dejarse la avenida del Puerto en dirección hacia el mar, cambia su itinerario de vuelta, por Juan Verdeguer - Islas Canarias.
El 1 de enero de 2008 se da un vuelco a la concepción histórica de la línea: deja de ser semicircular y modifica su itinerario por Malvarrosa - Serrería - Alameda - Margen izquierdo del río - Estación de autobuses.